# Lãnh thổ Alabama
Lãnh thổ Alabama (tiếng Anh: Alabama Territory hay Territory of Alabama) từng là một lãnh thổ hợp nhất có tổ chức của Hoa Kỳ. Lãnh thổ Alabama được tách ra từ Lãnh thổ Mississippi ngày 15 tháng 8 năm 1817. Nó tồn tại cho đến 14 tháng 12 năm 1819 khi được phép gia nhập liên bang để trở thành tiểu bang Alabama.

## Lịch sử
Lãnh thổ Alabama [n] được định hình theo một đạo luật của Quốc hội Hoa Kỳ ngày 3 tháng 3 năm 1817 nhưng chưa có hiệu lực cho đến 15 tháng 8 năm 1817. Việc trì hoãn này là do một điều khoản trong đạo luật, nói rằng đạo luật có hiệu lực chỉ khi nào phần phía tây của Lãnh thổ Mississippi lập ra một hiến pháp tiểu bang để đi đến giai đoạn trở thành tiểu bang. Sự kiện này diễn ra vào tháng 8 năm 1817, và Lãnh thổ Mississippi trở thành một tiểu bang vào ngày 10 tháng 12 năm 1817.

## Vị trí
St. Stephens có vị trí trong khu vực trung tâm của Lãnh thổ Alabama trên sông Tombigbee trở thành thủ phủ duy nhất của lãnh thổ. William Wyatt Bibb là thống đốc duy nhất củ lãnh thổ.
Ngày 14 tháng 12 năm 1819, Alabama được phép gia nhập liên bang để trở thành tiểu bang thứ 22 của Hoa Kỳ, with Bibb becoming the first state governor (1819–1820).

## Tiến hóa lãnh thổ của Alabama
- Các lãnh thổ của Tây Ban Nha mà sau đó trở thành một phần của Lãnh thổ Alabama:
  - La Florida, 1565–1763
  - Florida Occidental, 1783–1821
    - Địa khu Mobile
- Thuộc địa của Vương quốc Anh mà sau đó trở thành một phần của Lãnh thổ Alabama:
  - Tây Florida, 1763–1783
- Các tiểu bang Hoa Kỳ từ bỏ tuyên bố chủ quyền trên các vùng đất mà sau đó trở thành một phần của Lãnh thổ Alabama:
  - Tiểu bang Nam Carolina, 1787
  - Tiểu bang Georgia, 1802 (bán vùng đất Yazoo cho Hoa Kỳ)
- Lãnh thổ Hoa Kỳ có phần đất mà sau đó trở thành một phần của Lãnh thổ Alabama:
  - Lãnh thổ Mississippi, 1798–1817
- Tiểu bang Hoa Kỳ được thành lập từ Lãnh thổ Alabama:
  - Tiểu bang Alabama, 14 tháng 12 năm 1819